# The Phantom Planet
The Phantom Planet is een Amerikaanse sciencefictionfilm uit 1961. De film werd geregisseerd door William Marshall.

## Verhaal
Astronaut Frank Chapman komt op zijn reis door de ruimte een ras van kleine humanoïde wezens tegen op een verre planeet. Door de ongebruikelijke atmosfeer op de planeet krimpt ook hij tot klein formaat.
Terwijl hij zoekt naar een manier om weer normaal te worden, helpt hij de bewoners van de planeet een leger van monsters te verslaan.

## Rolverdeling
| Acteur             | Personage           |
| ------------------ | ------------------- |
| Dean Fredericks    | Capt. Frank Chapman |
| Coleen Gray        | Liara               |
| Anthony Dexter     | Herron              |
| Francis X. Bushman | Sessom              |
| Richard Weber      | Lt. Ray Makonnen    |
| Al Jarvis          | Eden, the judge     |
| Dick Haynes        | Col. Lansfield      |

## Achtergrond
De film werd gebruikt in aflevering # 902 van de televisieserie Mystery Science Theater 3000.
De film bevindt zich tegenwoordig in het publieke domein.

## Verwijzingen
- (en)   The Phantom Planet in de Internet Movie Database
- The Phantom Planet op Internet Archive